# Stefan Berger (Historiker)
Stefan Berger (* 26. September 1964 in Langenfeld/Rheinland) ist ein deutscher Historiker und Direktor des Instituts für Soziale Bewegungen der Ruhr-Universität Bochum.

## Werdegang
Berger wurde 1990 an der University of Oxford promoviert und lehrte von 1991 bis 2000 als Dozent für Europäische Zeitgeschichte an der School of European Studies der University of Wales in Cardiff. Von 2000 bis 2005 wirkte er als Professor of Contemporary History an der University of Glamorgan, um danach als Professor für moderne deutsche und vergleichende europäische Geschichte an die University of Manchester zu wechseln.
Seit 2011 hat Berger den Lehrstuhl für Sozialgeschichte und soziale Bewegungen an der Ruhr-Universität Bochum inne und ist dort Leiter des Instituts für soziale Bewegungen (ISB). Berger ist Mitglied der German History Society und Kuratoriumsmitglied des Instituts für Geschichte und Biographie an der Fernuniversität Hagen. Des Weiteren ist er Fellow der Royal Historical Society. 2021 wurde er zum ordentlichen Mitglied der Academia Europaea gewählt, 2022 zum ordentlichen Mitglied der Historischen Kommission für Westfalen. Berger war Mitglied der Historischen Kommission der SPD.

## Werke (Auswahl)

### Autor
- (mit Norman LaPorte): Friendly enemies. Britain and the GDR, 1949–1990, New York 2010, ISBN 978-1-84545-697-9.
- The Search for Normality. National Identity and Historical Consciousness in Germany since 1800, Berghahn Books, Providence 1997, ISBN 1-57181-863-4.
- Ungleiche Schwestern? Die britische Labour Party und die deutsche Sozialdemokratie im Vergleich, Bonn 1997, ISBN 978-3-8012-4082-0
- The British Labour Party and the German social democrats, Oxford 1994.

### Herausgeber
- Social Democracy and the Working Class in Nineteenth and Twentieth Century Germany, London 2000, ISBN 0-5822-9814-8.
- Gewerkschaftsgeschichte als Erinnerungsgeschichte. Der 2. Mai 1933 in der gewerkschaftlichen Erinnerung und Positionierung nach 1945. Klartext, Essen 2015, ISBN 978-3-8375-1580-0.
- mit Wolfgang Jäger, Ulf Teichmann (Hrsg.): Gewerkschaften im Gedächtnis der Demokratie. Welche Rolle spielen soziale Kämpfe in der Erinnerungskultur? Bielefeld 2022, transcript Verlag (= Forschung aus der Hans-Böckler-Stiftung, Band 197), ISBN 978-3-8376-5380-9.
- mit Christian Koller (Hrsg.): Memory and Social Movements in Modern and Contemporary History. Remembering Past Struggles and Resourcing Protest (= Palgrave Studies in the History of Social Movements). Palgrave Macmillan, Cham 2024, ISBN 978-3-031-52818-7.

### Aufsätze
- Kommunisten, Sozialdemokraten und das Demokratiedefizit in der Arbeiterbewegung, in: Jahrbuch für Forschungen zur Geschichte der Arbeiterbewegung, Heft 2/2006.
- Vom Nutzen und Nachteil der Nostalgie. Das Kulturerbe der Deindustrialisierung im globalen Vergleich, in: Zeithistorische Forschungen 18 (2021), S. 93–121.